# فرودگاه آبی تورنتو سیتی سنتر
فرودگاه آبی تورنتو سیتی سنتر (به انگلیسی: Toronto City Centre Water Aerodrome) یک فرودگاه همگانی است که یک باند فرود آب دارد. این فرودگاه در شهر تورنتو کشور کانادا قرار دارد و در ارتفاع ۷۵ متری از سطح دریا واقع شده است.